# 吴绮敏
吴绮敏（？—）中华人民共和国记者、编辑，现任环球时报总编。

## 经历
- 历任人民日报社国际部副主任等，2021年12月16日，接任退休的环球时报主编胡锡进[1] [2]。